# Virtuelles Callcenter
Ein Virtuelles Callcenter ist ein Callcenter, dessen Mitarbeiter nicht an einen Standort und feste Arbeitszeiten gebunden sind, sondern im Home Office mit Hilfe von spezieller Software flexibel agieren. Virtuelle Callcenter werden oft für Service- oder Berater-Hotlines und Auskunftsdienste als kosteneffiziente Lösung eingesetzt. Voraussetzung dafür sind Breitband-Internetzugänge und PCs, wobei das Dialogaufkommen über eine automatisierte Anrufverteilung geregelt wird.

## Hintergrund
Durch den Wegfall von Raummieten, Wartungs- und Unterhaltungskosten usw. entstehen Einspareffekte bei gleicher Dienstleistungsqualität. Zusätzlich ist es so möglich, den Bedarf an Mitarbeitern zu decken, die exakt auf das jeweilige Produkt bzw. Projekt spezialisiert sind. Während Mitarbeiter eines herkömmlichen Callcenters meist auf eine Branche festgelegt sind, können durch die dezentrale Organisationsform eines Virtuellen Callcenters immer die Berater mit der höchsten Qualifikation rekrutiert werden. Da es sich um Experten auf ihrem Fachgebiet handelt, die die Beratertätigkeit neben ihrem eigentlichen Beruf ausüben, kann eine Überforderung durch unbekannte Inhalte vermieden werden.
Die Heimarbeit mit den flexiblen Arbeitszeiten erspart dem einzelnen Angestellten den Anfahrtsweg und schont zusätzlich die Umwelt. Darüber hinaus erleichtert es Arbeitnehmern, Familie und Beruf zu verbinden. Die optimierten Rahmenbedingungen bringen eine geringere Fluktuation der Mitarbeiterschaft mit sich.

## Technische Besonderheiten
Der Auftraggeber bekommt die Leistung des Virtuellen Callcenters als Software as a Service (SaaS) und folgt damit dem Prinzip des Cloud Computing: Lokale Software-Installationen werden überflüssig, denn zahlreiche Software-Features vereinen sich zu einem einfach zu bedienenden Format und machen die Verwaltung der Projekte in Echtzeit in einem Webbrowser möglich. Oft steuert ein Voice Server die flexible und hoch skalierende Anbindung an das Telefonnetz.
Obwohl die Arbeitszeiten ohne klassisches Nine-to-Five-Stundenmodell frei eingeteilt werden können, verpflichten sich die Berater, zu bestimmten Zeiten gewisse Kapazitäten für die Mitarbeit zur Verfügung zu stellen. So sind die Call Agents für den Kunden rund um die Uhr und ortsunabhängig erreichbar. Zur Qualitätskontrolle ist es möglich, dass Kunden ihre Beratung im Anschluss benoten und damit die Grundlage für die zukünftige Anrufverteilung schaffen: Schlechte Beratung führt dazu, dass der betreffende Agent zukünftig weniger Gesprächsvolumina erhält.
Der Auftraggeber zahlt nach einem On-Demand-Abrechnungsmodell bzw. pay as you go, z. B. auf Minutenbasis. Abhängig von der zu erfüllenden Aufgabe, dem dafür notwendigen Aufwand und der Qualifikation des Beraters sind die anfallenden Kosten variabel: Beispielsweise braucht eine Pharma-Hotline im Vergleich zur Bestellannahme-Hotline höhere Minutenpreise.